# Antena Aragón
Antena Aragón fue un canal de televisión local de Zaragoza. El accionista mayoritario en su etapa final fue la Caja de Ahorros de la Inmaculada.

## Historia
El canal adoptó el nombre de Antena Aragón a finales de septiembre de 1998. En un principio, siendo propiedad de unos empresarios locales y emitiendo desde unos pequeños estudios en la Calle Predicadores, se presentó con el nombre de Zara Visión desde diciembre de 1994. El 21 de noviembre de 1997, el Grupo Rey compró el canal, trasladó los estudios al barrio del Actur y adoptó el nombre de Zaravisión-Canal Aragón, creando un nuevo logotipo, que también utilizaría durante su etapa como Antena Aragón. Durante un breve período, y coincidiendo con la ampliación de la cobertura a Huesca capital, entre el 18 de agosto de 1998 y finales de septiembre del mismo año, el canal adoptó el nombre de Aravisión, manteniendo el mismo logotipo. A finales de septiembre de 1998 el canal pasó a llamarse Antena Aragón, el cual se convirtió en el canal no estatal de referencia en Aragón, adquiriendo tanta popularidad que a la propia televisión autonómica de Aragón, Aragón TV, la gente todavía le llama en ocasiones Antena Aragón. A lo largo de su historia, se presentó con los eslóganes «La televisión de Aragón», «Cerca de ti» y «Estés donde estés», entre otros.
Durante los primeros años, su cobertura se centró en Zaragoza y Huesca, sus respectivas áreas metropolitanas y otras localidades cercanas, y llegó a programar durante varias temporadas un informativo en desconexión para la provincia oscense. En septiembre de 2003, con el motivo de la ampliación de su cobertura a prácticamente todo Aragón, presentó una programación más ambiciosa, con mayor presencia de la información en directo y la retransmisión de los partidos de baloncesto del CAI Zaragoza fuera de casa en liga LEB. En este periodo, José Luis Campos fue el director general y Félix Zapatero Vicente el director de antena, mientras que Bigas Luna se encargó del diseño creativo.
En el año 2005, tras la creación de la televisión autonómica, Antena Aragón se vio obligada a dejar las instalaciones públicas que ocupaba (el llamado CPA, Centro de Producción Audiovisual del Actur), ya que estas iban a pasar a manos de la CARTV, lo que provocó su fusión con la televisión local RTVA (Radio Televisión Aragonesa, propiedad del Heraldo), fundando así Zaragoza TV, cadena local que cesó sus emisiones en verano de 2016.
Tras su desaparición emite en su frecuencia La 8 Zaragoza.

### Logotipos
|                                       |                                    |                                     | Logo de Antena Aragón. |
| Diciembre de 1994 - noviembre de 1997 | Noviembre de 1997 - agosto de 1998 | Agosto de 1998 - septiembre de 1998 | 1998 - 2005            |
| ------------------------------------- | ---------------------------------- | ----------------------------------- | ---------------------- |

## Curiosidades
- En Antena Aragón se dieron a conocer los presentadores Luis Larrodera y Javier Coronas, conductores del programa de entrevistas ¡Que viene el Lobo!, dirigido por Félix Zapatero Vicente y producido por su productora, Lobomedia.
- Su mayor cuota de audiencia se obtuvo con la retransmisión de un partido de liga LEB entre el Orense y el Basket Zaragoza 2002.
- Fue el primer canal local de Aragón en utilizar teletexto.
- Ánchel Cortés Gimeno fue contratado a finales de 1997 para convertirlo en el canal no estatal de referencia en Aragón, aportando su experiencia previa como productor en TVE Prado del Rey, TVE Torrespaña y Antena 3 TV. Trabajó como productor general y como jefe de platós. En 2003 entró a formar parte de la Academia Española de Televisión. A partir de 2005, con el proceso de creación del canal autonómico Aragón TV, fue seleccionado como miembro de la plantilla para su puesta en marcha, siendo el actual responsable de la gestión de su videoteca.